# Alabama HB 56
L'Alabama HB 56, o anche Hammon-Beason Alabama Taxpayer and Citizen Protection Act, o semplicemente HB 56, è un provvedimento contro l'immigrazione illegale, divenuta legge nello Stato dell'Alabama negli Stati Uniti d'America nel giugno del 2011. È ritenuta la legge più dura nei confronti dell'immigrazione illegale di tutti gli Stati Uniti, persino più dura della similare Arizona SB 1070.
La legge, scritta in gran parte dal Segretario di Stato del Kansas Kris Kobach, fu appoggiata dal deputato dell'Alabama Micky Hammon e dal senatore dell'Alabama Scott Beason, passando alla camera dei deputati e al senato dell'Alabama con una larga maggioranza. La legge fu firmata e approvata dal governatore Robert J. Bentley il 9 giugno 2011.

## Caratteristiche
La legge prevede che se la polizia, durante un qualsiasi controllo o arresto, ha il ragionevole sospetto che una persona sia un immigrato irregolare può procedere agli adempimenti necessari per verificare lo status del sospetto. Viene fatta eccezione se tale attività contrasti un'indagine ufficiale di altra natura in corso sulla stessa persona.
La legge impedisce agli immigrati illegali di avere qualsiasi servizio o provisione pubblica a livello statale e locale. Impedisce di frequentare le scuole di tutti i livelli fino all'università. Nelle scuole pubbliche fino al livello delle superiori l'Alabama HB 56 obbliga i presidi a comunicare annualmente la lista degli studenti sospettati di essere immigranti illegali. Addirittura gli studenti devono dichiarare lo stato d'illegalità dei loro genitori. Formalmente però non è proibito frequentare la scuola. ma molti studenti figli d'immigrati illegali vi rinunciano.
L'HB 56 proibisce di trasportare sul proprio mezzo di trasporto gli immigrati illegali. Vieta l'affitto di proprietà immobiliari. Nessuno può assumere in qualsiasi forma gli irregolari. La legge HB 56 rende discriminatorio il rifiuto di assunzione di una persona in regola con la cittadinanza se nella ditta è presente un lavoratore immigrato irregolare. È obbligatorio per i datori di lavoro validare lo status dei propri dipendenti applicando il programma federale degli Stati Uniti E-Verify. Ovviamente viene proibito agli immigrati illegali di fare domanda per un qualsiasi lavoro.
La produzione di false dichiarazioni o certificati riguardo alla regolarità dello status dell'immigrante è considerato un reato. Tutti i contratti in cui una delle parti è un immigrato illegale sono nulli. Ciò impedisce anche solo di ottenere un allacciamento alla rete elettrica o telefonica. Gli elettori sono obbligati a provare la regolarità della loro posizione e della loro cittadinanza.

## Controversie
Era previsto che l'Alabama HB 56 divenisse operativa il 1º settembre 2011 ma l'amministrazione Obama insieme a gruppi religiosi e organizzazioni per i diritti civili si opposero chiamando in causa l'anticostituzionalità del provvedimento. Il 29 agosto 2011 il giudice Sharon Lovelace Blackburn, bloccò temporaneamente la legge asserendo di aver bisogno di tempo per studiare il caso. Il 28 settembre dello stesso anno lo stesso giudice diede via libera al provvedimento. In seguito il Dipartimento di Giustizia degli Stati Uniti d'America e una coalizione di gruppi che includeva anche l'ACLU presentarono ricorso contro la sentenza il 14 ottobre del 2011, ponendo di nuovo molte questioni d'incostituzionalità, come l'obbligo per le scuole di raccogliere informazioni sullo status di cittadinanza degli studenti e delle loro famiglie.
Il 23 novembre dello stesso anno il giudice Myron Herbert Thompson, bloccò una parte della legge che impediva la registrazione sulle case mobili. In una sentenza successiva del 12 dicembre il giudice Thompson attaccò la storia dietro la nascita della legge dichiarando che il dibattito legislativo fu condotto con commenti denigratori verso gli Ispanici Aggiunse che fu come se l'intera legge fosse stata redatta su base discriminatoria e che il legislatore usò stereotipi etnici usando indifferentemente i termini ispanico e immigrato illegale.
Il 5 dicembre 2011 il procuratore generale dell'Alabama Luther Strange raccomandò di revisionare diverse parti della legge: l'obbligo di raccolta d'informazioni sullo status legale degli studenti immigrati, l'obbligo per gli immigrati di portare sempre con loro i permessi di soggiorno e la possibilità ai cittadini di fare causa ai pubblici ufficiali sospettati di non applicare adeguatamente la legge sull'immigrazione. Strange ha dichiarato che questi cambiamenti permetterebbero alla legge di essere meno contestata nelle aule di tribunale.
Un'organizzazione importante in campo economico nelle più importanti aree urbane dell'Alabama ha chiesto una revisione della legge esprimendo preoccupazione per l'immagine negativa a livello mondiale che grava sull'Alabama a causa della HB 56.

## Conseguenze della legge
- Una volta che la sentenza federale del 29 settembre ebbe effetto sostenendo la maggior parte della legge, essa entrò in vigore. Molte scuole dell'Alabama riportarono un significativo calo della frequenza degli alunni ispano americani. Le autorità locali corsero ai ripari ribadendo che la legge non vietava la frequenza delle scuole.[15]
- Le industrie dipendenti dal lavoro degli immigrati furono fortemente impattate. Le aziende agricole scoprirono che non riuscivano a trovare lavoratori e che gli americani non erano disposti a un lavoro così duro per paghe così basse.[16] Anche negli altri settori industriali vi fu un decremento di lavoratori anche quelle che assumevano lavoratori in regola con la cittadinanza.[17]
- Il 18 novembre 2011 un manager tedesco della Mercedes-Benz fu arrestato per non avere i documenti in regola poiché aveva lasciato il passaporto in albergo portando con sé solo la sua carta d'identità non riconosciuta dall'Alabama.[18] Il 2 dicembre 2011 un giapponese manager della Honda fu fermato a Leeds (Alabama) in un posto di blocco della polizia. Fu immediatamente multato nonostante avesse mostrato una patente di guida internazionale, un passaporto valido e un permesso di lavoro federale.[19][20]
- Il 18 dicembre 2011 venne riportato un dato che mostrava come il tasso di disoccupazione fosse sceso all'8,7% dal precedente 9,2%. I sostenitori della legge sostengono che questo ne sia una conseguenza positiva dell'Alabama HB 56.[21] Comunque contrariamente alle aspettative non vi fu alcuna crescita economica nei settori in cui il lavoro degli ispanoamericani era preponderante come l'edilizia, l'agricoltura e gli allevamenti di pollame.[22]